# Wydział Chemii Uniwersytetu Gdańskiego
Wydział Chemii Uniwersytetu Gdańskiego – jeden z wydziałów Uniwersytetu Gdańskiego, kształcący chemików oraz specjalistów ochrony środowiska (wspólnie z wydziałami Biologii oraz Oceanografii i Geografii).

## Historia

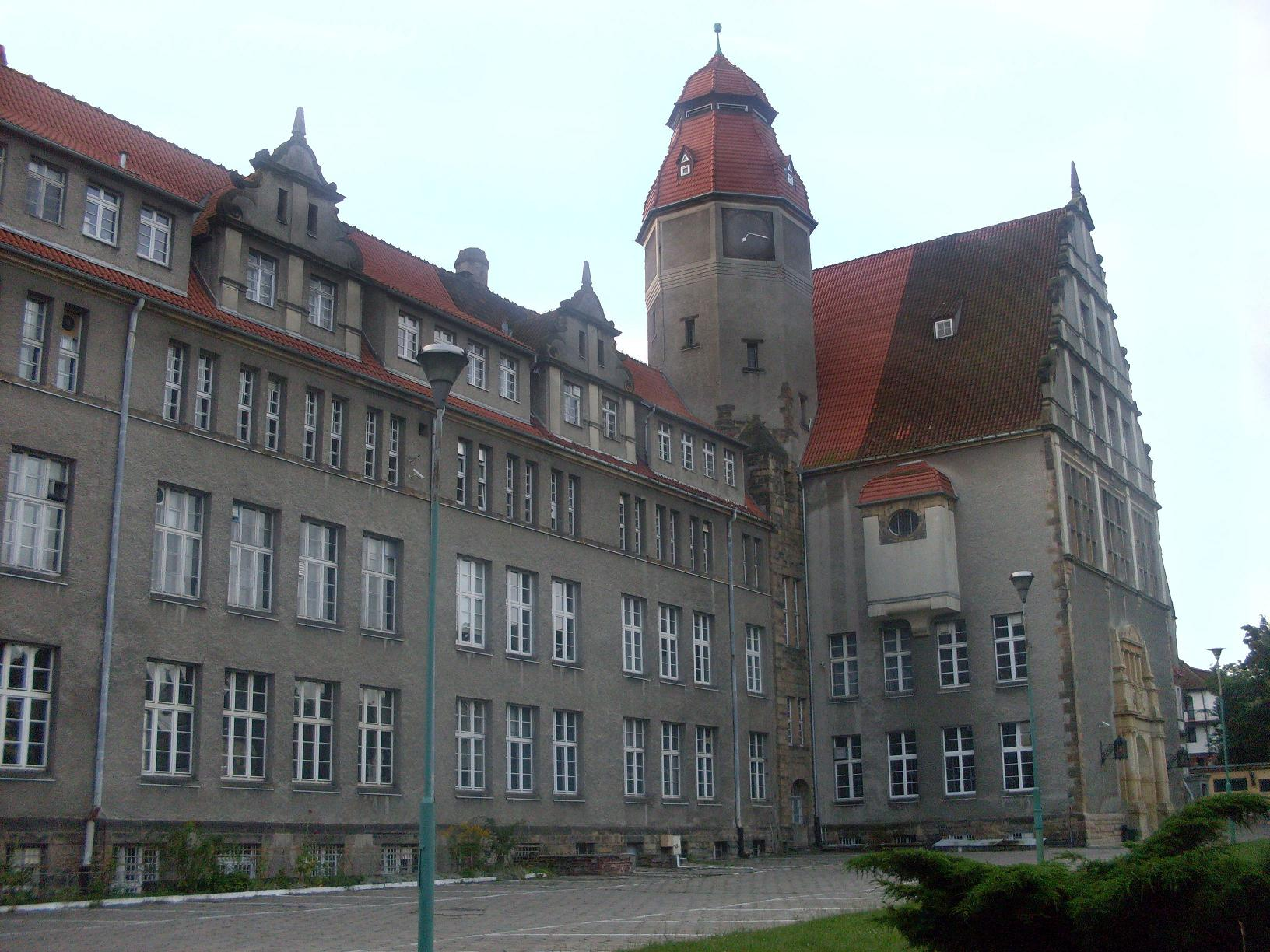
Gmach dawnego Królewskiego Seminarium Nauczycielskiego z 1908 i Wydziału Chemii Uniwersytetu Gdańskiego w latach 1945/1950–2013, obecnie własność Politechniki

W 1945 r. powstało Pedagogium, w którym rozpoczęto kształcenie nauczycieli m.in. w zakresie chemii. Rok później jednostka zmieniła nazwę na Państwowa Wyższa Szkoła Pedagogiczna, a w 1952 r. z nazwy usunięto słowo „Państwowa”. W roku akademickim 1950/1951 rozpoczęto naukę chemii na Wydziale Przyrodniczym. A rok później powstał Wydział Matematyki, Fizyki i Chemii. 21 kwietnia 1967 Rada Wydziału otrzymała prawo do nadawania stopnia doktora.
20 marca 1970 r. po połączeniu WSP z Wyższą Szkołą Ekonomiczną w Sopocie, powstał Uniwersytet Gdański. Dotychczasowy wydział zachował nazwę. Pięć lat później otrzymał prawo nadawania stopnia doktora habilitowanego. W 1990 r., dzięki staraniom prof. Jerzego Błażejowskiego, wprowadzono kierunek ochrony środowiska. 1 września 1991 r. z inicjatywy profesorów fizyki i matematyki, powstał odrębny Wydział Chemii. Nowa jednostka zachowała prawo nadawania tytułu doktora oraz doktora habilitowanego.
Pierwotnie gmach wydziału mieścił się przy ul. Jana Sobieskiego 18, w budynku z 1908 roku, w którym wcześniej działało Królewskie Seminarium Nauczycielskie (Königliches Lehrer Seminar). Od maja 2013 ma nową siedzibę, w Bałtyckim Kampusie Uniwersytetu Gdańskiego w Gdańsku Oliwie. Jest to nowoczesny obiekt naukowo-dydaktyczny o powierzchni 29 tys. m². W budynku Wydziału Chemii znajdują się 24 laboratoria studenckie, hala technologiczna, 190 laboratoriów naukowych oraz zespół audytoriów. 

## Władze
W kadencji 2024–2028:
- Dziekan – dr hab. Beata Grobelna
- Prodziekan ds. Nauki i Umiędzynarodowienia – dr hab. Anna Białk-Bielińska(inne języki)
- Prodziekan ds. Studenckich i Kształcenia – dr hab. Joanna Makowska(inne języki)
- Prodziekan ds. Rozwoju i Informatyzacji – dr hab. Artur Giełdoń(inne języki)

## Poczet dziekanów
- prof. dr hab. inż. Jerzy Błażejowski (1991–1996)
- prof. dr hab. inż. Bernard Lammek[a] (1996–2002)
- prof. dr hab. inż. Lech Chmurzyński (2002–2008)
- prof. dr hab. Andrzej Antoni Wiśniewski (2008–2012)
- prof. dr hab. Piotr Stepnowski (2012–2016)
- prof. dr hab. Mariusz Makowski(inne języki) (2016–2020)
- dr hab. Beata Grobelna (od 2020)

## Struktura wydziału
- Katedra Chemii Analitycznej
  - Pracownia Chemii Supramolekularnej
  - Pracownia Chemii i Analityki Kosmetyków
- Katedra Biochemii
  - Pracownia Chemii Bioorganicznej
  - Pracownia Analityki Biochemicznej
  - Pracownia Chemii Związków Biologicznie Czynnych
- Katedra Chemii Biomedycznej
  - Pracownia Chemii Medycznej
  - Pracownia Fotobiofizyki
  - Pracownia Biochemii Strukturalnej
- Katedra Chemii Ogólnej i Nieorganicznej
  - Pracownia Fizykochemii Związków Kompleksowych
  - Pracownia Oddziaływań Międzycząsteczkowych
  - Pracownia Syntezy Bionieorganicznej
- Katedra Chemii Organicznej
  - Pracownia Chemii Cukrów
  - Pracownia Chemii Biopolimerów
  - Pracownia Glikochemii
- Katedra Chemii Teoretycznej
  - Pracownia Chemii Kwantowej
  - Pracownia Modelowania Molekularnego
  - Pracownia Symulacji Polimerów
- Katedra Chemii Fizycznej
  - Pracownia Rentgenografii i Spektroskopii
  - Pracownia Badań Luminescencyjnych
  - Pracownia Sensybilizatorów Biologicznych
- Katedra Analizy Środowiska
  - Pracownia Analizy Związków Naturalnych
  - Pracownia Analityki i Diagnostyki Chemicznej
  - Pracownia Chemicznych Zagrożeń Środowiska
- Katedra Technologii Środowiska
  - Pracownia Procesów Zaawansowanego Utleniania
  - Pracownia Fotokatalizy
- Katedra Chemii i Radiochemii Środowiska
  - Pracownia Analityki i Radiochemii Środowiska
  - Pracownia Chemii Środowiska i Ekotoksykologii
  - Pracownia Chemometrii Środowiska
- Katedra Biotechnologii Molekularnej
  - Pracownia Chemii Makromolekuł Biologicznych
  - Pracownia Inżynierii Genetycznej
- Zakład Dydaktyki i Popularyzacji Nauki

Zakłady i pracownie samodzielne
- Laboratorium Nanomateriałów i Nanokompozytów
- Środowiskowe Laboratorium Kwasów Nukleinowych
- Zespół Pracowni Fizyko-Chemicznych
  - Pracownia NMR
- Zespół Zaopatrzenia i Obsługi Technicznej

## Koła Naukowe działające na Wydziale Chemii
- Koło Naukowe Biznesu Chemicznego
- Naukowe Koło Chemików
- Koło Naukowe Ochrony Środowiska